# American Journal of Ophthalmology
American Journal of Ophthalmology (skrót: Am J Ophthalmol.) – naukowe czasopismo okulistyczne o zasięgu międzynarodowym; wydawane comiesięcznie od 1884 w Stanach Zjednoczonych.
Periodyk jest recenzowany i publikuje prace oryginalne (badania i obserwacje kliniczne; klinicznie istotne badania laboratoryjne), artykuły redakcyjne (edytoriale), korespondencje, recenzje książek i ogłoszenia. Dawniej publikował także krótkie raporty i raporty przypadków, które ukazują się teraz odrębnie w publikacji towarzyszącej pt. American Journal of Ophthalmology. Case Reports. Publikacje dotyczą zarówno kwestii podstawowych, jak i badań klinicznych dotyczących ludzkiego oka, procesu widzenia i schorzeń z tym związanych; nowych metod diagnostycznych w okulistyce, technik mikrochirurgicznych, nowych narzędzi i leków, sposobów leczenia schorzeń oka i widzenia. Pełne teksty publikacji z „American Journal of Ophthalmology" i materiały uzupełniające dostępne są także online na stronie www.ajo.com oraz w ScienceDirect. Czasopismo skierowane jest do okulistów i specjalistów zajmujących się badaniem procesu i zaburzeń widzenia.
Redaktorem naczelnym (ang. editor-in-chief) „American Journal of Ophthalmology" jest Richard K. Parrish z Bascom Palmer Eye Institute w Miami. W skład rady redakcyjnej (ang. editorial board) czasopisma wchodzą głównie profesorowie okulistyki z różnych ośrodków akademickich w USA oraz - w znacznie mniejszej liczbie - także spoza tego kraju.
Pismo ma współczynnik wpływu impact factor (IF) wynoszący 5,052 (2016). W międzynarodowym rankingu SCImago Journal Rank (SJR) mierzącym wpływ, znaczenie i prestiż poszczególnych czasopism naukowych „American Journal of Ophthalmology" zostało sklasyfikowane na 3. miejscu wśród czasopism okulistycznych (na podstawie średniej liczby ważonych cytowań w latach 2013–2015). W polskich wykazach czasopism punktowanych przez Ministerstwo Nauki i Szkolnictwa Wyższego czasopismo otrzymywało kolejno: 45 pkt (2013-2015), 40 pkt (2016) oraz 140 pkt (2019).
Czasopismo jest indeksowane w wielu bazach, m.in. w Scopusie.